# Tachawit jezik
Tachawit jezik (šavija; chaouia, chawi, shawia, shawiya, tacawit; ISO 639-3: shy), jezik berberskog narod a Šavija kojim govori 1 400 000 ljudi (1993) u planinama Aurès u Alžiru.
Pripada istoimenoj podskupini (kojoj je jedinio predstavnik) zenatskih jezika. Piše se na arapskom, latinicom (sve bviše u upotrebi) i berberskim pismom tifinagh.

## Vanjske poveznice
- Ethnologue (14th)
- Ethnologue (15th)